# یوکاتان (میزوری)
یوکاتان (به انگلیسی: Yucatan) یک منطقهٔ مسکونی در ایالات متحده آمریکا است که در شهرستان کالاوی، میزوری واقع شده‌است. یوکاتان ۲۴۹٫۰۲ متر بالاتر از سطح دریا واقع شده‌است.